# Clés de la ville

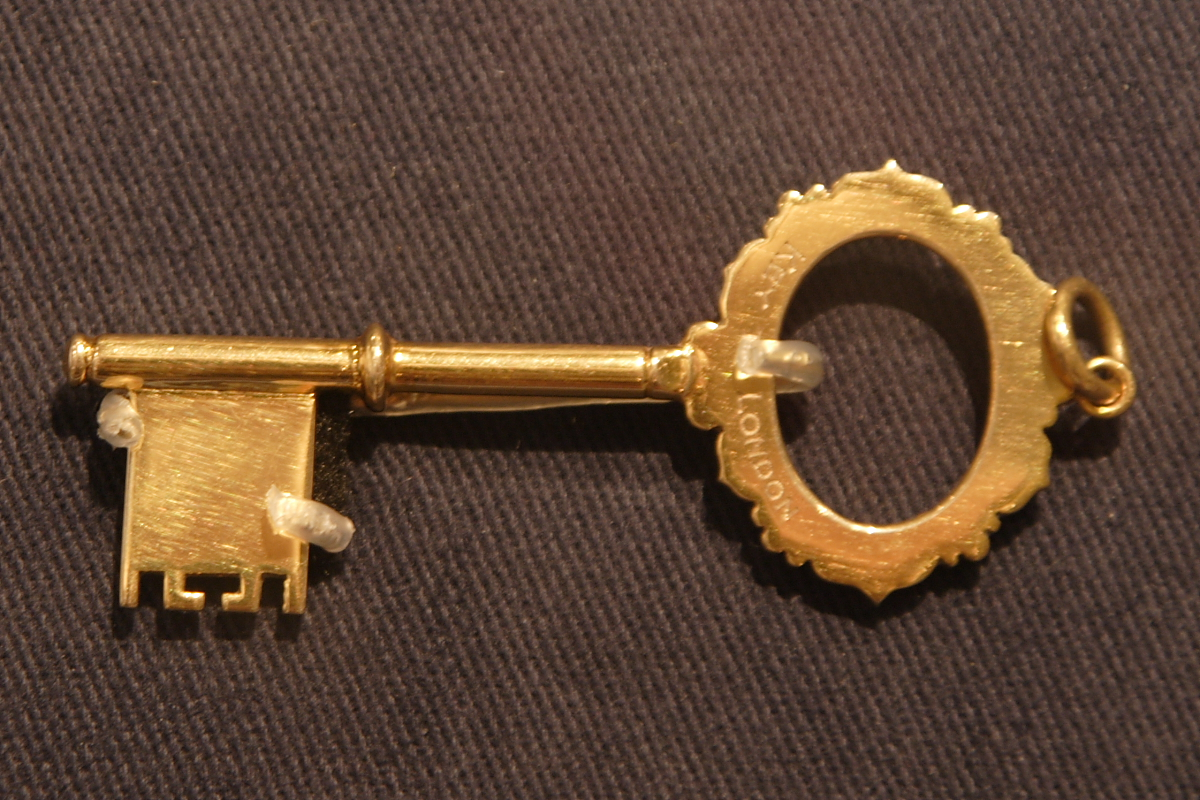
clef de la ville de Londres, remise à Charles Lindbergh.

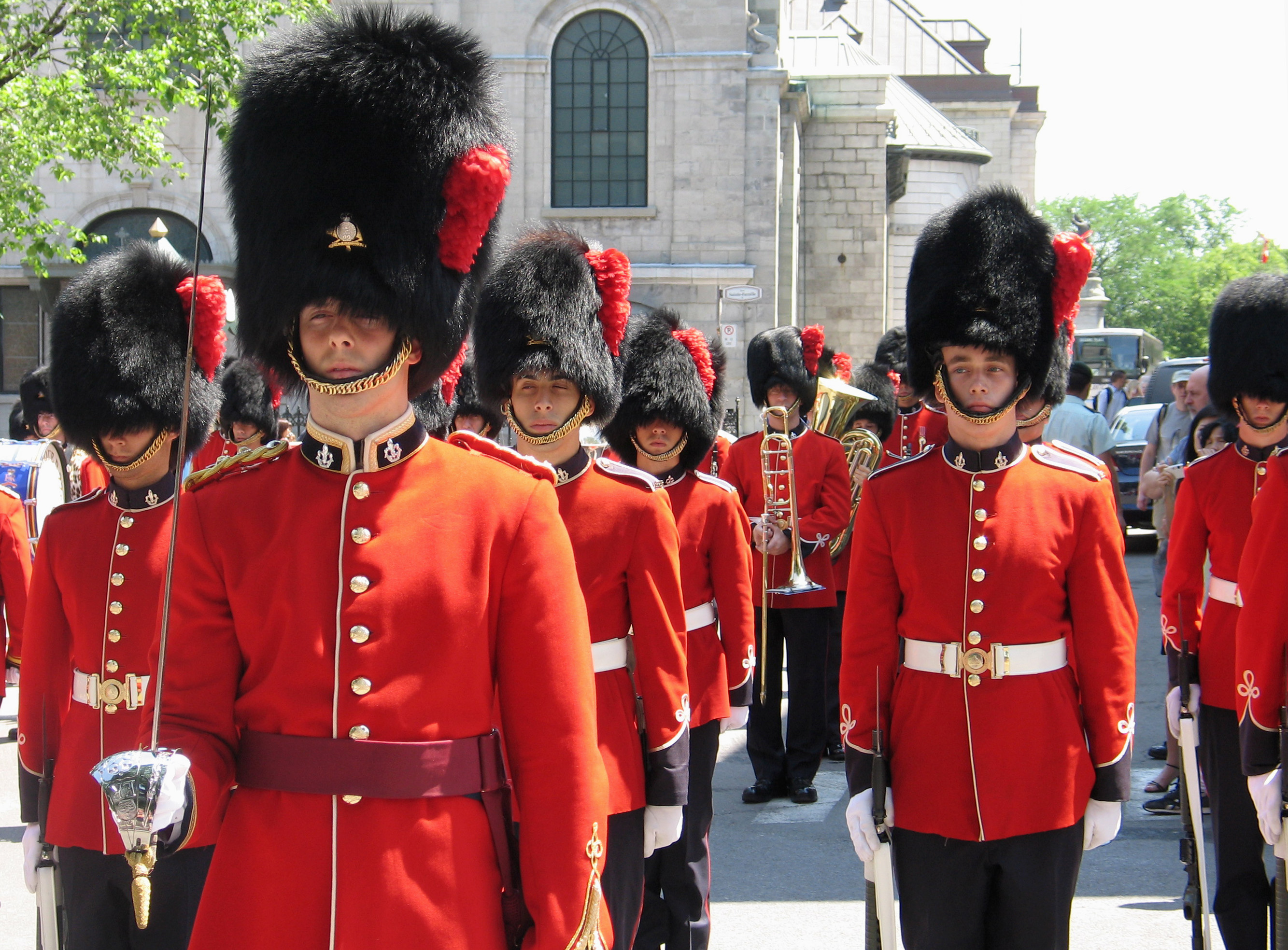
Le Royal 22e Régiment exerçant son droit de cité à Québec.

Recevoir les clefs de la ville ou le droit de cité est un honneur, accordé par certaines municipalités, à des membres éminents de la communauté, à des personnes extérieures à la cité ou à des organisations ayant œuvré pour le bien ou la reconnaissance de celle-ci. Le droit de cité est plutôt utilisé dans un contexte militaire. En effet, il s'agit d'un honneur remis à une unité militaire par la cité qui lui donne le droit de marcher dans la cité avec « couleurs, tambours et baïonnettes ».

## Quelques exemples historiques

### En France
Louis XVI, le 17 juillet 1789, s'est vu remettre les clefs de la ville de Paris par Jean Sylvain Bailly, le premier maire de la capitale française?[Quoi ?] Plus tard, en 1814, Gaspard de Chabrol, entouré des douze maires et du Corps municipal, dépose aux pieds de Louis XVIII sur un plateau d'or, les clefs de la Ville de Paris.
À Angers, durant le mois de septembre, le maire remet les clefs de la ville aux Gadz'Arts (élèves de l'ENSAM). Elles sont restituées en fin d'année scolaire,.
À Manthelan, en Indre-et-Loire, le maire remet les clefs de la ville aux carnavaliers lors du traditionnel Carnaval de Manthelan, un des plus vieux carnaval de France.

### Aux États-Unis
À New York, le maire de la ville Michael Bloomberg a remis les clefs de la ville au pilote Chesley Sullenberger ainsi qu'à son équipage ; en effet, ils ont posé un Airbus A320 dans le fleuve Hudson à la suite de la panne des deux turboréacteurs causée par une collision avec une nuée d'oiseaux. Ils ont évité une catastrophe si l'avion s'était écrasé en plein Manhattan. On notera également que tous les passagers et membres d'équipage ont survécu.
Le 25 août 2014, à l'occasion du 800e anniversaire de Saint Louis, le prince Louis de Bourbon se voit remettre les clefs de la ville de Saint-Louis, dans le Missouri.
Le 12 janvier 2020, pour la sortie de Bad Boys for Life, Will Smith et Martin Lawrence ont reçu les clefs de la ville de Miami par le maire Francis Suarez.